# Eutachycines vandermeermohri
Eutachycines vandermeermohri är en insektsart som först beskrevs av Willemse, C. 1936.  Eutachycines vandermeermohri ingår i släktet Eutachycines och familjen grottvårtbitare. Inga underarter finns listade i Catalogue of Life.